# Соболев, Николай Павлович
Николай Павлович Соболев (7 апреля 1892, Дмитровск, Орловская губерния, Российская империя — 3 мая 1961, Ленинград, РСФСР, СССР) — учёный в области станкостроения и холодной обработки металлов, директор Ленинградского военно-механического института, профессор, Заслуженный деятель науки и техники РСФСР.

## Биография
Николай Павлович Соболев родился 7 апреля 1892 года в городе Дмитровске Орловской губернии.
Окончил начальное приходское и реальное училища в городе Ростова-на-Дону.
С 1910 по 1912 год работал преподавателем математики на курсах Иваницкого в г. Ростове-на-Дону. В 1912 году поступил в Петроградский политехнический институт на кораблестроительное отделение. В 1913 году командирован в мастерские речного порта Ростова-на-Дону, в 1914 году — в мастерские Петроградского порта, откуда был отправлен на заграничную практику в Лондон. Работал на судоремонтном предприятии, изучал организацию ремонта корпуса и машин кораблей. После практики вернулся в Петроград и работал разметчиком в механической мастерской Невского судостроительного завода.
В 1916—1917 годах статистик в Комитете по снабжению топливом г. Петрограда.
С 1918 года конструктор комитета Государственных сооружений ВСНХ. В 1919—1920 годах находился в г. Дмитровске Орловской губернии, работал механиком Райсовхоза — восстанавливал и ремонтировал сельскохозяйственные паровые машины.
В 1920 году Постановлением Совета Народных Комиссаров откомандирован в Политехнический институт, который окончил в 1921 году.
Был направлен на завод имени тов. Лепсе («Красный судостроитель»), где работал на начальником цеха, а затем заведующим производством завода. С 1924 по 1927 годы преподавал механическую технологию в ФЗУ при заводе.
В 1927 году поступил на завод «Большевик» заведующим распредбюро транспортного отдела. В 1928 году назначен помощником главного механика завода имени Марти. Привлечён к ответственности по ст.111 за аварию, в ходе которой поворотным краном были задавлены два рабочих. Осуждён к 1,5 годам тюрьмы. Постановлением ВЦИК освобождён досрочно.
В 1929—1933 годах старший инженер треста «Оргаметалл» (с 1937 года Ленинградское отделение Центрального научно-исследовательского института технологии машиностроения).
С 1930 по 1937 год преподавал курс «Станки», «Специальные станки» и «Проектирование станков» во ВТУЗах: Военно-механическом, Оптико-механическом, Заочном, Индустриальном, Авиационном, Комбината им. Молотова, Индустриальном техникуме и институте специальной промышленности.
В 1933—1946 годах заведующий кафедрой «Холодная обработка металлов» в Ленинградском военно-механическом институте, с 1939 года профессор.
В 1942 году главный инженер завода цветных металлов в городе Боровичи, затем заведующий кафедрой «Станки» и главный технолог производственных мастерских МВТУ им. Н.Э. Баумана.
С 1942 по 1945 год директор Ленинградского военно-механического института.
По совместительству доцент, а затем профессор Ленинградского института точной механики и оптики. С 1946 года профессор и заведующий кафедрой «Технологии приборостроения», а затем с 1952 года — заместитель директора ЛИТМО по научной работе.
Николай Павлович Соболев являлся членом специализированных советов: НИИ-13, НИИ-303, ЦНИТА, Ленсовнархоза, Дома Техники Ленинграда. Под его руководством защитили научные диссертации 32 аспиранта и соискателя. Являлся руководителем научно-исследовательской работы на ряде предприятий, таких как: Карбюраторный завод, ГОМЗ, завод Линотип, завод «Электроаппарат».
Опубликовал более 30 научных трудов. Автор изобретений.
В 1961 году получил почётное звание «Заслуженный деятель науки и техники РСФСР»
Умер 3 мая 1961 года. Похоронен на Богословском кладбище в г. Ленинграде.

## Память
- В 1952 году именем Николая Павловича Соболева была названа лаборатория станков ЛИТМО.

## Награды и почётные звания
- Орден Трудового Красного Знамени (24 ноября 1944) — за успешную подготовку специалистов для военной промышленности
- Орден «Знак Почёта»
- Заслуженный деятель науки и техники РСФСР
- Медали